# Hodeng-Hodenger

 Hodeng-Hodenger  es una comuna y población de Francia, en la región de Alta Normandía, departamento de Sena Marítimo, en el distrito de Dieppe y cantón de Argueil.
Su población municipal en 2008 era de 254 habitantes.
Está integrada en la Communauté de communes des Monts de l'Andelle.

## Demografía
| 279 | 325 | 343 | 287 | 514 | 519 | 520 | 502 | 459 | 459 | 462 | 468 | 425 | 437 | 421 | 446 | 420 | 398 | 395 | 411 | 338 | 363 | 343 | 355 | 337 | 338 | 314 | 273 | 223 | 217 | 228 | 202 | 254 |
| Para los censos de 1962 a 1999 la población legal corresponde a la población sin duplicidades (Fuente: INSEE [Consultar]) |     |     |     |     |     |     |     |     |     |     |     |     |     |     |     |     |     |     |     |     |     |     |     |     |     |     |     |     |     |     |     |     |